# Rune Herregodts
Rune Herregodts (Aalst, 27 de julho de 1998) é um ciclista belga que compete com a equipa Intermarché-Circus-Wanty.

## Palmarés
- 2020
  - Paris-Tours sub-23

- 2021
  - Tour de Drenthe

- 2022
  - 1 etapa da Volta à Andaluzia
  - 1 etapa do Sazka Tour

## Equipas
- Sport Vlaanderen-Baloise (2021-2022)
- Intermarché-Circus-Wanty (2023-)